# 本間太希
本間 太希（ほんま たいき、1996年～）は、日本のWebデザイナー、ブイロガー。2022年（令和4年）3月に1型糖尿病を発症し、SNSなどで1型糖尿病患者の日常などについて発信している。

## 経歴
1996年（平成8年）に新潟県で生まれる。新潟大学在学中（3年生）には、フレッシュジュース専門店「JUICE TECH＋」をオープンさせ、Webサイトのデザインを担当した。
2022年（令和4年）3月、風邪のような症状を感じ、1週間後に突然道端で過呼吸になり緊急搬送される。医師から告げられた病名は生活習慣に関係なく発症する「1型糖尿病」で、2週間程度入院した。1日4回以上のインスリン注射を行わなければならない生活を強いられたが、病気を患いつつも前向きに生きているインフルエンサーに元気づけられ、入院期間中に自身もSNSで情報を発信し始めた。特に、発症当時について語ったYouTubeの動画は、大きな反響を呼んだ。
一方、退院後も頻発する低血糖のため、仕事がままならなくなった上、糖尿病に対する偏見で鬱になり、フリーのWebデザイナーに転向した。
2023年（令和5年）6月1日、同じ病気を持つ患者と交流し体験や悩みを聞いていく『インスリン注射しながら日本一周』を決行。1日約50kmを走り10月に新潟へ帰る予定となっている。TBSに対し、糖尿病に関する偏見を無くしたいと考えていると話した。